# Wojaszówka
Wojaszówka è un comune rurale polacco del distretto di Krosno, nel voivodato della Precarpazia.
Ricopre una superficie di 83,4 km² e nel 2004 contava 9 040 abitanti.